# اشتاینفلد، اتریش
اشتاینفلد  (به آلمانی: Steinfeld) یک منطقهٔ مسکونی در اتریش است که در ناحیه اشپیتال آن در دراو واقع شده‌است. اشتاینفلد  ۲٬۲۹۱ نفر جمعیت دارد.